# Liste der Monuments historiques in Socourt
Die Liste der Monuments historiques in Socourt führt die Monuments historiques in der französischen Gemeinde Socourt auf.

## Liste der Objekte
| Bezeichnung               | Beschreibung               | Standort       | Kennzeichnung | Schutzstatus | Datum | Bild |
| ------------------------- | -------------------------- | -------------- | ------------- | ------------ | ----- | ---- |
| Skulptur Madonna mit Kind | Kalkstein, 16. Jahrhundert | im Pfarrgarten | PM88001076    | Classé       | 1994  |      |